# Floden
Floden (Eridanus) er et stjernebillede på den sydlige himmelkugle.